# Бейлисс, Трой
Трой Бейлисс (англ. Troy Bayliss; родился 30 марта 1969 года в Тари, Австралия) — австралийский авто- и мотогонщик; трёхкратный победитель чемпионатов мира по супербайку, один из самых успешных гонщиков в истории этого первенства.

## Общая информация
Мать Троя зовут Лоррейн, отца — Уоррен. Также у австралийца есть сестра Яна.
Бейлисс женат. Его жена Ким родила ему троих детей: Митча, Эбби и Олли.

## Спортивная карьера
Ранние годы
В юности Трой считался перспективным мотоциклистом, но позже на несколько лет покинул спорт и работал мастером по покраске мотоциклов. Именно на этой работе брисбенец скопил достаточную сумму, чтобы купить мотоцикл Kawasaki ZXR 750. На нём Бейлисс дебютирует в 1994 году в национальном чемпионате в классе 600сс. В этом чемпионате Трой проводит два года, завоёвывая во второй сезон вице-чемпионское звание.
Успехи малоопытного гонщика привлекают к себе внимание и с сезона-1996 он выступает уже в национальном чемпионате по супербайку. Здесь за два сезона Бейлисс не опускается ниже третьего места в общем зачёте.
Первые шаги в международном мотоспорте
В 1997 году карьера австралийца выходит на междунапродный уровень — Трой дебютирует в чемпионате мира в классе 250сс на домашнем этапе в Австралии. Незадолго до финиша занимая третье место, Бейлисс, в итоге, финиширует 6-м. В этом же году Трой проводит пару гонок в чемпионате мира по супербайку.
Успехи Бейлисса получают всё больший резонанс в среде мотоспортивного мира, и в 1998 году он перебирается в Великобританию, где при поддержке GSE Racing дебютирует в местном первенстве по супербайку. Уже дебютный сезон на незнакомых трассах оказывается весьма удачным — в 11-й гонке сезона австралиец празднует первую победу, а в итоге финиширует восьмым в общем зачёте. Сезон 1999 года же становится первым чемпионским в карьере Троя — одержав семь побед Бейлисс, в итоге выигрывает борьбу за титул у местного героя Криса Уокера.
Чемпионат мира по супербайку (2000-02)
В сезоне 2000 года Ducati (при поддержке которой Трой выступал в Великобритании) перевела Бейлисса в американский чемпионат AMA SuperBike. Впрочем уже к середине апреля австралиец был экстренно переведён в чемпионат мира (многолетний первый пилот марки в этом чемпионате Карл Фогерти получил серьёзные травмы во время аварии на трассе Филлип-Айленд). После пристрелочного этапа на Sportsland SUGO, с майского этапа в Монце Трой окончательно утвержен в качестве замены Фогерти. В том сезоне Бейлисс единожды побеждает в квалификации и дважды — в гонках. Набрав в 20 гонках 243 очка австралиец занимает в своём дебютном сезоне 6-е место (и первое среди пилотов на мотоциклах Ducati).
Уже в 2001-м году Бейлисс становится чемпионом серии, за счёт более стабильных результатов опередив чемпиона прошлого года Колина Эдвардса на 36 баллов. Трой лишь дважды стартовал с поула, но при этом выиграл все четыре гонки. Всего же в 24 гонках сезона на счету австралийца значилось шесть побед, шесть вторых мест, три третьих, два четвёртых и одно пятое место. При этом первая победа пришла к брисбенцу лишь в 8-й гонке сезона.
Титул удалось завоевать за две гонки до конца сезона, но ожидавшееся празднование титула на домашнем для Ducati заключительном этапе в Имоле не получилось — в первой гонке Трой после неудачного падения сломал себе ключицу.
2002-й год стал битвой двух на редкость стабильных гонщиков: Трой и Колин Эдвардс 16 раз за сезон на пару возглавляли финишный протокол гонок.
Год лучше начал Бейлисс, выигравший 14 из первых 17 стартов сезона, но американец, за счёт стабильных финишей, смог за это время от него сильно не отстать и, выдав в конце сезона свою серию из девяти побед подряд, смог на финише соревновательного года на 11 очков опередить Троя. Решающее преимущество Эдвардс получил во втором заезде в Ассене, где сам одержал победу, а Бейлисс не смог финишировать.
Сезон-2003 оба соперника начали уже в другом чемпионате, перейдя в класс MotoGP.
MotoGP (2003-05)
Однако ситуация у американца и австралийца оказалось разной: Колин подписал контракт с одним из середняков чемпионата — командой Alice Aprilia, а вот Трой стал пилотом дебютанта чемпионата — заводской команды Ducati Marlboro. В дебютном сезоне Бейлисс 12 раз финиширует в Top10 (трижды попав на подиум), занимая в чемпионате шестое место. Его многопытный партнёр по команде Лорис Капиросси финиширует на две позиции выше, опережая австралийца почти на пять десятков баллов (при этом одерживая дебютную для марки победу на Каталунье).
Сезон-2004 стал кризисным для заводской команды Ducati. Результаты обоих пилотов значительно упали, а Троя ещё мучали хронические сходы — в 16 гонках их набралось сразу восемь. При этом Бейлисс всё равно семь раз финиширует в Top10 (один подиум), однако итоговое 14-е место в личном зачёте стоит ему места в команде.
Однако на этом Трой не заканчивает свои выступления в чемпионате: на сезон-2005 его услугами заручается Сито Понс — владелец полузаводской команды Camel Honda.
Начав год с весьма перспективного 6-го места на этапе в Хересе, Трой в дальнейшем лишь четыре раза попадает в Top10. В довершении не самого удачного сезона брисбенец не слишком удачно падает с мотоцикла на одной из тренировок и получает сложный перелом руки, что ставит крест на участии Троя в последних шести гонках того чемпионата.
Последние годы мотоциклетной карьеры (2006-08)
В 2006-м году Бейлисс возвращается в чемпионат мира по супербайку, воссоединяясь с заводской командой Ducati. Год оказывается чемпионским — 5 поулов, 10 быстрейших кругов, 16 подиумов (в том числе 12 побед); позволяют австралийцу на 95 очков опередить второго призёра чемпионата — британца Джеймса Тоузленда.
В конце сезона Ducati заявляет австралийца на одну гонку в чемпионат MotoGP (вместо травмированного Сете Жебернау). Трой, начав гонку вторым, пролидировал почти всю дистанцию и одержал свою дебютную победу в этом классе мотогонок.
В 2007-м году Бейлисс продолжил свои выступления в чемпионате мира по супербайку, но сезон не особо получился из-за серьёзной аварии на третьем этапе чемпионата в Донингтон Парке: неудачное падение привело к удалению яичка, а также промежуточной и дистальной фаланги мизинца. При всём при этом Трой пропустил лишь вторую гонку того этапа и к четвёртому этапу сезона вновь был в строю. Отданная в тот момент инициатива в чемпионате приводит к тому, что впервые с 2000 года Бейлисс не попадает в число призёров первенства, проиграв ближайшему из них — Максу Бьяджи на Suzuki — 25 очков. Но и без успехов в личном зачёте австралиец улучшает свою статистику в серии шестью поулами (один из которых был завоёван сразу же после апрельской аварии), 4 быстрейшими кругами и 13 подиумами (в том числе 7 победами).
В 2008-м году брисбенец продолжает выступать в чемпионате мира по супербайку за заводскую команду Ducati. Дебютировавший в том году мотоцикл 1098 RS 08 был быстро подстроен инженерами команды под запросы Троя и уже со стартового этапа Бейлисс стал регулярно финишировать в Top3 и одерживать победы. Свой третий чемпионский титул в серии брисбенец отметил красивой серией из выигрышей трёх заключительных гонок чемпионата. По окончании сезона Бейлисс завершает гоночную мотоциклетную карьеру.
В мае 2010 года Ducati привлекала австралийца к тестам модели 1198 во время своей частной программы на автодроме Муджелло. После этого ходили разнообразные слухи о вариантах продолжения сотрудничества, но официально больше так ничего и не произошло.
Уход и возвращение
После ухода из мотогонок Трой ещё несколько раз выходил на старт главной серии австралийского чемпионата V8 Supercars, выступая в качестве второго пилота команды Triple F Racing, в одном экипаже с Дином Фьором.
В начале сезона-2015 Трой вернулся в гонки чемпионата мира по супербайку, проведя за одну из команд Ducati два этапа в рамках серии, где в четырёх гонках ни разу не финишировал выше девятого места.

## Статистика в мотоспорте
| Легенда к таблице |                                                 |
| --- | ----------------------------------------------- |
| В таблице перечислены результаты всех гонок, в которых принимал участие гонщик. Строками таблицы являются сезоны, столбцами все гонки этапов соревнований. В клетках указаны сокращённое название этапа и результат, клетка дополнительно обозначена цветом. Расшифровка обозначений и цветов представлена в нижеследующей таблице. |                                                 |
| \| Пример \| Описание \| \| ------------ \| ----------------------------------------------- \| \| 1 \| Победитель \| \| 2 \| Второе место \| \| 3 \| Третье место \| \| \| Финишировал в очковой зоне \| \| \| Финишировал вне очковой зоны \| \| НКЛ \| Не классифицирован \| \| Сход \| Не финишировал \| \| НКВ \| Не прошёл квалификацию \| \| НПКВ \| Не прошёл предварительную квалификацию \| \| ДСК \| Дисквалифицирован \| \| ИСК \| Исключён из протокола соревнований \| \| НС \| Не стартовал в гонке \| \| Т \| Травмирован или болен \| \| ОТК \| Отказ от участия \| \| НТР \| Прибыл на соревнования, но на трассу не выезжал \| \| НПР \| Не прибыл к началу соревнований \| \| НД \| Недопущен до старта \| \| О \| Гонка отменена \| \| НУ \| Не участвовал \| \| Поул-позиция \| \| \| Быстрый круг \| \| |                                                 |
| Пример | Описание                                        |
| 1 | Победитель                                      |
| 2 | Второе место                                    |
| 3 | Третье место                                    |
| | Финишировал в очковой зоне                      |
| | Финишировал вне очковой зоны                    |
| НКЛ | Не классифицирован                              |
| Сход | Не финишировал                                  |
| НКВ | Не прошёл квалификацию                          |
| НПКВ | Не прошёл предварительную квалификацию          |
| ДСК | Дисквалифицирован                               |
| ИСК | Исключён из протокола соревнований              |
| НС | Не стартовал в гонке                            |
| Т | Травмирован или болен                           |
| ОТК | Отказ от участия                                |
| НТР | Прибыл на соревнования, но на трассу не выезжал |
| НПР | Не прибыл к началу соревнований                 |
| НД | Недопущен до старта                             |
| О | Гонка отменена                                  |
| НУ | Не участвовал                                   |
| Поул-позиция |                                                 |
| Быстрый круг |                                                 |

| FIM 250сс     | 1 | 1   | 0  | 0  | 0  | 10   | 27-й (1997)            |
| FIM MotoGP    | 4 | 43  | 0  | 0  | 1  | 278  | 6-й (2003)             |
| FIM Superbike | 9 | 158 | 26 | 38 | 52 | 2458 | 1-й (2003, 2006, 2008) |

| Сезон | Класс     | Марка  | 1      | 2      | 3      | 4      | 5      | 6      | 7      | 8      | 9      | 10     | 11     | 12     | 13     | 14     | 15     | 16    | 17    | Очки | Поз. |
| ----- | --------- | ------ | ------ | ------ | ------ | ------ | ------ | ------ | ------ | ------ | ------ | ------ | ------ | ------ | ------ | ------ | ------ | ----- | ----- | ---- | ---- |
| 1997  | 250cc     | Suzuki | -      | -      | -      | -      | -      | -      | -      | -      | -      | -      | -      | -      | -      | -      | AUS 6  |       |       | 10   | 27-й |
| 1997  | Superbike | Suzuki | AU1 5  | -      | -      | -      | -      | -      | -      | -      | -      | -      | -      | -      |        |        |        |       |       | 22   | 20-й |
| 1997  | Superbike | Suzuki | AU2 5  | -      | -      | -      | -      | -      | -      | -      | -      | -      | -      | -      |        |        |        |       |       | 22   | 20-й |
| 1998  | Superbike | Ducati | -      | GB1 НФ | -      | -      | -      | -      | -      | -      | EU1 13 | -      | -      | -      |        |        |        |       |       | 4    | 40-й |
| 1998  | Superbike | Ducati | -      | GB2 НФ | -      | -      | -      | -      | -      | -      | EU2 15 | -      | -      | -      |        |        |        |       |       | 4    | 40-й |
| 2000  | Superbike | Ducati | -      | -      | JP1 НФ | -      | IT1 4  | HO1 1  | SM1 2  | ES1 4  | US1 НФ | BH1 1  | NE1 НФ | OS1 3  | BH3 2  |        |        |       |       | 243  | 6-й  |
| 2000  | Superbike | Ducati | -      | -      | JP2 НФ | -      | IT2 4  | HO2 4  | SM2 2  | ES2 3  | US2 7  | BH2 2  | NE2 НФ | OS2 2  | BH4 НФ |        |        |       |       | 243  | 6-й  |
| 2001  | Superbike | Ducati | ES1 2  | RS1 2  | AUS 3  | JP1 13 | MO1 1  | GB1 13 | LA1 2  | SM1 1  | US1 4  | EU1 5  | OS1 НФ | NE1 1  | IM1 НФ |        |        |       |       | 369  | 1-й  |
| 2001  | Superbike | Ducati | ES2 2  | RS2 2  |        | JP2 15 | MO2 1  | GB2 9  | LA2 1  | SM2 2  | US2 4  | EU2 3  | OS2 3  | NE2 1  | -      |        |        |       |       | 369  | 1-й  |
| 2002  | Superbike | Ducati | ES1 1  | AU1 1  | RS1 1  | JP1 5  | MO1 1  | SI1 5  | LA1 1  | SM1 1  | US1 1  | BH1 3  | OS1 2  | NE1 2  | IM1 2  |        |        |       |       | 541  | 2-й  |
| 2002  | Superbike | Ducati | ES2 1  | AU2 1  | RS2 1  | JP2 4  | MO2 1  | SI2 1  | LA2 1  | SM2 1  | US2 2  | BH2 2  | OS2 2  | NE2 НФ | IM2 2  |        |        |       |       | 541  | 2-й  |
| 2003  | MotoGP    | Ducati | JPN 5  | RSA 4  | SPA 3  | FRA НФ | ITA НФ | CAT 10 | NED 9  | GBR 5  | GER 3  | CZE 3  | POR 6  | BRA 10 | PAC НФ | MAL 9  | AUS НФ | VAL 7 |       | 128  | 6-й  |
| 2004  | MotoGP    | Ducati | RSA 14 | SPA НФ | FRA 8  | ITA 4  | CAT НФ | NED НФ | BRA НФ | GER НФ | GBR 5  | CZE НФ | POR 8  | JPN НФ | QAT НФ | MAL 10 | AUS 9  | VAL 3 |       | 71   | 14-й |
| 2005  | MotoGP    | Honda  | SPA 6  | POR 11 | CHN НФ | FRA 10 | ITA 13 | CAT 8  | NED 11 | USA 6  | GBR НФ | GER НФ | CZE 9  | -      | -      | -      | -      | -     | -     | 54   | 15-й |
| 2006  | MotoGP    | Ducati | -      | -      | -      | -      | -      | -      | -      | -      | -      | -      | -      | -      | -      | -      | -      | -     | VAL 1 | 25   | 19-й |
| 2006  | Superbike | Ducati | QA1 2  | AU1 6  | ES1 1  | MO1 1  | EU1 1  | SM1 1  | CZ1 НФ | GB1 1  | NE1 НФ | GE1 7  | IM1 5  | FR1 4  |        |        |        |       |       | 431  | 1-й  |
| 2006  | Superbike | Ducati | QA2 2  | AU2 1  | ES2 1  | MO2 1  | EU2 1  | SM2 12 | CZ2 8  | GB2 2  | NE2 1  | GE2 3  | IM2 1  | FR2 1  |        |        |        |       |       | 431  | 1-й  |
| 2007  | Superbike | Ducati | QA1 5  | AU1 1  | EU1 НФ | ES1 3  | NE1 4  | MO1 2  | SIL 1  | SM1 1  | CZ1 НФ | BH1 НФ | GE1 4  | VA1 2  | FR1 2  |        |        |       |       | 372  | 4-й  |
| 2007  | Superbike | Ducati | QA2 8  | AU2 2  | -      | ES2 6  | NE2 1  | MO2 3  |        | SM2 1  | CZ2 6  | BH2 7  | GE2 1  | VA2 1  | FR2 5  |        |        |       |       | 372  | 4-й  |
| 2008  | Superbike | Ducati | QA1 1  | AU1 1  | SP1 2  | NE1 1  | MO1 3  | US1 НФ | GE1 2  | SM1 3  | CZ1 1  | GB1 2  | EU1 1  | VA1 6  | FR1 3  | PO1 1  |        |       |       | 460  | 1-й  |
| 2008  | Superbike | Ducati | QA2 4  | AU2 1  | SP2 2  | NE2 1  | MO2 НФ | US2 22 | GE2 4  | SM2 3  | CZ2 1  | GB2 11 | EU2 НФ | VA2 16 | FR2 1  | PO2 1  |        |       |       | 460  | 1-й  |
| 2015  | Superbike | Ducati | AU1 13 | TH1 9  | -      | -      | IT1    | GB1    | PO1    | SM1    | US1    | MA1    | SP1    | FR1    | QA1    |        |        |       |       | 15   | 16-й |
| 2015  | Superbike | Ducati | AU2 16 | TH2 11 | -      | -      | IT2    | GB2    | PO2    | SM2    | US2    | MA2    | SP2    | FR2    | QA2    |        |        |       |       | 15   | 16-й |